# La Fièvre de l'or noir
Pour plus de détails, voir Fiche technique et Distribution.
La Fièvre de l'or noir (Pittsburgh) est un film américain réalisé par Lewis Seiler en 1942.

## Synopsis
Deux mineurs de fond, Pitt Markham et Cash Evans, rencontrent lors d'un match de boxe Josie dite Pola, une ancienne fille de mineur qui a des ambitions de luxe et pousse Pitt à sortir de sa condition sans avenir. Pitt et Cash démissionnent pour monter leur propre entreprise minière. Pitt a des idées de réorganisation industrielle et convainc Shannon Prentiss, un industriel de l'acier, qu'il peut l'approvisionner en coke à moindre prix. L'affaire va progresser, avec l'aide supplémentaire de 'Doc' Powers, qui invente de nombreux produits de synthèse dérivés du charbon et du goudron. Pitt et Cash font fortune, tout en fréquentant Josie. Par intérêt, Pitt épouse la fille de Shannon Prentiss,  avant de s'emparer de l'entreprise de son beau-père.
Produit en 1942, le film intègre dans son prologue et son dénouement final des séquences en faveur de la mobilisation de l'économie et des ouvriers pour la production massive d'armements.

## Fiche technique
- Titre : La Fièvre de l'or noir
- Titre original : Pittsburgh
- Réalisation : Lewis Seiler
- Scénario : Kenneth Gamet et Tom Reed d'après le roman de George Owen et Tom Reed
- Dialogues : John Twist
- Production : Charles K. Feldman (producteur exécutif) et Robert Fellows (producteur associé)
- Société de production : Universal Pictures et Charles K. Feldman Group
- Photographie : Robert De Grasse
- Musique : Charles Previn et Samuel Lerner (non crédité)
- Direction artistique : John B. Goodman
- Costumes : Vera West
- Montage : Paul Landres
- Pays d'origine : États-Unis
- Format : Noir et blanc - Son : Charles K. Feldman Group
- Genre : Aventures
- Durée : 91 minutes
- Date de sortie : 11 décembre 1942 (États-Unis)

## Distribution
- Marlène Dietrich : Josie 'Hunky' Winters
- Randolph Scott : John 'Cash' Evans
- John Wayne : Charles 'Pittsburgh' Markham / Charles Ellis
- Frank Craven : J.M. 'Doc' Powers
- Louise Allbritton : Shannon Prentiss
- Shemp Howard : Shorty
- Thomas Gomez : Joe Malneck
- Ludwig Stossel : Dr Grazlich
- Samuel S. Hinds : Morgan Prestiss
- Paul Fix : Burnside
- William Haade : Johnny
- Charles Coleman : Mike
- Nestor Paiva : Barney

Acteurs non crédités
- Charles Arnt